# Hugo Schmidfeld
Hugo Schmidfeld (* 18. Dezember 1713 in St. Blasien; † 1785 in Berau) war ein deutscher Benediktiner, Propst und Historiker.

## Leben
Er trat  im Dezember 1731 in das Kloster St. Blasien ein. Am 22. Dezember 1722 wurde er zum Priester geweiht. 1742 wurde er zum Bibliothekar ernannt. Er veröffentlichte schon in jungen Jahren Schriften über Pädagogik, Philosophie und Historie die seinen achtzehn Jahre älteren aber schüchternen Mitbruder Stanislaus Wülberz anspornten. 1781 wurde er als Nachfolger von Felix Achert zum Propst der Propstei Berau ernannt und war damit auch Verwalter des Klosters Berau. Hier herrschte er mit strenger Hand und auch kleinere Vergehen ließ er (mit der damals üblichen) Prügelstrafe ahnden.

## Werke
- Systema generale de recte formando studio universo monasterii ad S. Blasium, 1743
- Sciagraphia duarum philosophiae eclecticae partium, logicae et ethicae
- Diatriba de duobus Reginbertis et Beringero monasterii S. Blasii fundatoribus, 1747
- Explanatio monasteriorum cum coenobio Augiae divits confoederarorum et in vetustissimo codice Augiensi conscriptorum 1771,  das ist Verbrüderungsbuch der Abtei Reichenau (erhalten in zwei Handschriften).
- Additamenta varia in explicationem s. regulae tyronibus novitiis explananda